# Hesterhöge
Hesterhöge ist ein Ortsteil der Stadt Wildeshausen im niedersächsischen Landkreis Oldenburg.

## Geographie
Die 57 Einwohner zählende Bauerschaft liegt ca. 7 km südwestlich des Wildeshauser Stadtzentrums und etwa 1 km südöstlich der nach Visbek führenden Landesstraße 873. Sie gehört zu der das Kerngebiet umgebenden sogenannten Landgemeinde Wildeshausen.
Am Südrand der Bauerschaft entspringt der Lohmühlenbach.
Des Weiteren befindet sich in der Bauerschaft Hesterhöge die höchste natürliche Erhebung des Landkreises Oldenburg mit 56 m über NHN.